# 왕화구

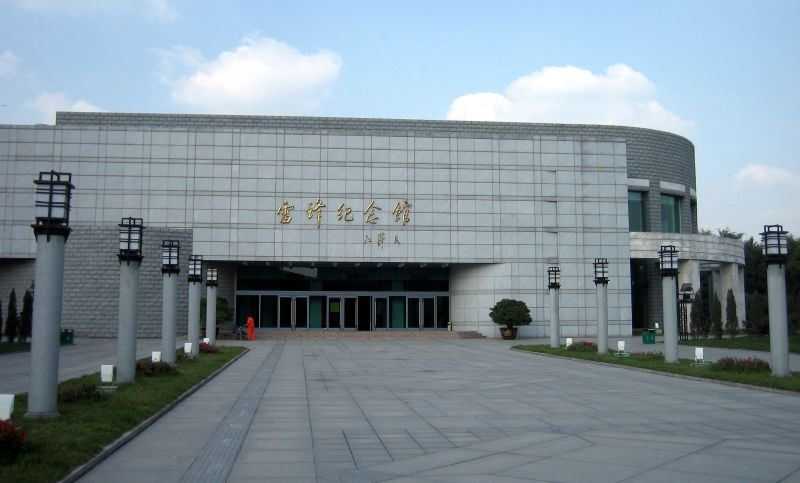

왕화구(한국어: 망화구, 중국어: 望花区, 병음: Wànghuā Qū)는 중화인민공화국 랴오닝성 푸순 시의 행정구역이다. 넓이는 214km2이고, 인구는 2007년 기준으로 370,000명이다.

## 행정 구역
10개 가도, 1개 진을 관할한다.
- 가도: 建设街道, 五老屯街道, 古城子街道, 演武街道, 朴屯街道, 光明街道, 和平街道, 工农街道, 田屯街道, 新民街道.
- 진: 塔峪镇.